# 모건 페어차일드
모건 페어차일드(Morgan Fairchild, 1950년 2월 3일 ~ )는 미국의 배우이다.

## 출연 작품
- 스케일스: 머메이즈 얼 리얼 (2016)
- 비키니 모델 아카데미 (2015)
- 샘 (2015)
- 스프링 브레이크 '83 (2014)
- 위너 도그 내셔널즈 (2013)
- 강력 범죄 (2013, Dark Power)
- 퍼펙트 엔딩 (2012)
- 보이 토이 (2011)
- 비버리힐즈 치와와 2 (2011)
- 파라노말 이니테이션 (2011)
- 더 스팀룸 (2010)
- 더 스노 콘 스탠드 주식회사 (2008)
- 쇼크 투 더 시스템 (2006)
- 이니시에이션 오브 사라 (2006)
- 꼬마 파우스트 (2001)
- 페릴 (2001)
- 언쉐클 (2000)
- 헬드 포 랜섬 (2000)
- 홀리 맨 (1998)
- 크레이지 인디펜던스데이 (1997)
- 데드 맨스 아일랜드 (1996)
- 비너스 라이징 (1995)
- 시빌 (1995)
- 크리미널 허트 (1995)
- 러브 프로젝트 (1994)
- 보디 케미스트리 3 - 완전 노출 (1994)
- 총알 탄 사나이 3 (1994)
- 과외 수업 (1993)
- 프릭스 대모험 (1993)
- 천사의 분노 3 (1991)
- 공포의 붉은 리본 (1991)
- 졸부 수첩 (1990)
- 몹 보스 (1990)
- 끝없는 음모 (1989)
- 오늘 밤 모든 것은 끝난다 (1989)
- 캠퍼스 맨 (1987)
- 숲속의 잠자는 미녀 (1987)
- 몬타나의 혈투 (1986)
- 남과 북 2 (1986)
- 피위의 대모험 (1985)
- 시한폭탄 (1984)
- 시덕션 (1982)
- 어 불렛 포 프리티 보이 (1970)

### 텔레비전
- 척 (2007)
- 패션 하우스 (2006, Fashion House)
- 사랑의 유람선 (1977)
- 명탐정 바나비 존즈 (1973)
- 로스웰 시즌1 (1999)
- 비앤비 (1987)
- 프렌즈 (1994)
- 남과 북 (1985)